# Halictus paraminutus
Halictus paraminutus är en biart som beskrevs av Heinrich Friese 1921. Halictus paraminutus ingår i släktet bandbin, och familjen vägbin. Inga underarter finns listade i Catalogue of Life.